# Combat Mission: Afrika Korps
Combat Mission: Afrika Korps est un jeu vidéo de type wargame développé par Battlefront.com et publié par cdv Software Entertainment en 2004 sur PC et Macintosh. Le jeu se déroule pendant la Seconde Guerre mondiale et simule la guerre du désert, la bataille de Crète et la campagne d'Italie. Il s'agit du troisième opus de la série Combat Mission après Combat Mission: Beyond Overlord (2000) et Combat Mission: Barbarossa to Berlin (2002).

## Système de jeu
Les nations jouables sont l'Allemagne, l'Italie, la France libre, le Royaume-Uni, l'Afrique du Sud, l'Australie et les États-Unis. Pas moins de 60 scénario sont proposés au joueur.

## Démo jouable
Une démo a été proposée peu avant la sortie du jeu comprenant deux scénario : l'un mettant en scène un assaut blindé allemand contre les positions américaines début 1943 et l'autre la prise d'un village italien tenu par les Allemands en 1944.

## Accueil
| Combat Mission: Afrika Korps |      |       |
| Média                        | Nat. | Notes |
| Computer Gaming World        | US   | 3/5   |
| Gamekult                     | FR   | 7/10  |
| GameSpot                     | US   | 84 %  |
| IGN                          | US   | 87 %  |
| Jeuxvideo.com                | FR   | 16/20 |
| Joystick                     | FR   | 7/10  |
| Compilations de notes        |      |       |
| GameRankings                 | US   | 79 %  |